# Villa Giacomina
La Villa Giacomina és un palauet rural que constitueix un dels casos més destacats i alhora un dels més tardans de l'arquitectura d'estil historicista de la província d'Alacant. Es troba a 1 km al sud-oest de la Vila Joiosa. L'edifici posseeix una rica decoració arquitectònica relacionada amb la maçoneria, i va estar vinculat amb episodis clau de la història recent, com el trasllat de part de l'Hospital de guerra Suec-Noruec d'Alcoi a la Vila Joiosa o l'ocupació militar per la 133a Divisió blindada Littorio després de la Guerra Civil espanyola.
Actualment es desenvolupa un projecte de recerca i recuperació promogut per l'Ajuntament de la Vila Joiosa i el Grup de Recerca en Restauració Arquitectònica (GIRA) de la Universitat d'Alacant.

## Història
Es va acabar de construir en 1920 en el turó costaner de la Malladeta, pel metge Alfonso Esquerdo, en part dels terrenys adquirits a la fi de la dècada de 1870 pel seu oncle, el psiquiatre i cap del Partit Republicà espanyol Josep Maria Esquerdo, per construir el Sanatori Psiquiàtric Dr. Esquerdo (que es va alçar a la immediata platja del Paradís) i una torre-estudi d'estil neomedieval que encara existeix sobre el cim del turó en el qual es alçar la Villa Giacomina. Alfonso Esquerdo era natural de la Vila Joiosa, emigrat a l'Argentina. En aquest país, Alfonso Esquerdo es va casar amb Giacomina Bellami, que va donar nom a l'edifici. Van ocupar el palauet fins a 1922, quan va morir Esquerdo.
Al final de la Guerra Civil va residir ací el Dr. Basts, traumatòleg cap de l'Hospital Suec-Noruec d'Alcoi, traslladat en part a la Vila Joiosa després dels bombardejos de l'aviació italiana a aquesta ciutat.
Després de la guerra la va ocupar la Divisió italiana Littorio, que va provocar els primers danys a l'edifici.

## Arquitectura
És d'un tardà estil historicista, més propi de les últimes dècades del s. XIX o començaments del XX. La façana oest imita els palaus andalusins i tenia una estrela de David en cada finestra, una simbologia de la religió jueva. La façana oposada, que és la principal, i l'arquería del pati imiten el gòtic flamíger, amb línies i contralíneas corbes, arcs conopials i elements de decoració arquitectònica característics d'aquest estil. La mescla de les tres religions del Llibre (islàmica, cristiana, jueva), les rajoles blanques i negres tipus escacs de l'entrada principal i altres detalls arquitectònics s'han posat en relació amb la maçoneria. Hi ha evidències documentals que tant la família de Giacomina Bellami com el mateix Alfonso pertanyien a ella.
La casa s'articula al voltant d'un únic pati amb un aljub central envoltat de l'esmentada galeria perimetral amb arquería gòtica, excepte l'ala oest que reprodueix, tant a l'exterior com a l'interior, les grans portes amb frisos de atauric policromat dels palaus islàmics andalusos.
Actualment l'edifici es troba parcialment en ruïnes, i l'Ajuntament de la Vila Joiosa treballa amb la Universitat d'Alacant en la seua recerca de cara a una futura rehabilitació.

## Entorn
El palauet està circumdat per una gran esplanada delimitada per un mur emmerletat que serveix de mirador i que reforça el seu caràcter neomedieval.
Al cim del turó es troba una torre construïda a la fi del s. XIX pel Dr. Josep Maria Esquerdo per utilitzar-la com a biblioteca i estudi privat. Al voltant de la torre es troben les ruïnes del santuari de la Malladeta, un jaciment iber i romà creat cap a 350 a.C. i abandonat cap a 75 d.C. Cinc campanyes d'excavació (2005-2009) han tret a la llum un complex religiós, probablement dedicat a la Deessa Mare, construït a mitjan s. IV a. C. i amb dues grans reformes cap a 100 a. C. i 25 a. C.